# Planodema parascorta
Planodema parascorta är en skalbaggsart som beskrevs av Veiga-ferreira 1971. Planodema parascorta ingår i släktet Planodema och familjen långhorningar. Inga underarter finns listade i Catalogue of Life.